# Мала Сейдеминуха
Мала́ Сейдеминуха — село в Україні, у Калинівській селищній громаді Бериславського району Херсонської області. Населення становить 245 осіб.

## Населення

### Мовний склад
Рідна мова населення за даними перепису 2001 року:
| Мова       | Чисельність, осіб | Доля     |
| ---------- | ----------------- | -------- |
| Українська | 232               | 94,69 %  |
| Російська  | 12                | 4,90 %   |
| Інше       | 1                 | 0,41 %   |
| Разом      | 245               | 100,00 % |

## Історія
Станом на 1886 рік у колонії євреїв Отбідо-Василівської волості Херсонського повіту Херсонської губернії мешкало 520 осіб, налічувалось 33 двори, існували єврейський молитовний будинок, лавка, винний склад.
12 червня 2020 року, відповідно до Розпорядження Кабінету Міністрів України від № 726-р «Про визначення адміністративних центрів та затвердження територій територіальних громад Херсонської області», увійшло до складу  Калинівської селищної громади.
19 липня 2020 року, в результаті адміністративно-територіально-територіальної реформи та ліквідації Великоолександрівського району, село увійшло до складу Бериславського району.
Село було окуповане на початку березня під час російського вторгнення в Україну, 61-ша окрема піхотна Степова бригада ЗСУ звільнила населений пункт 3 листопада 2022 року в ході контрнаступу в Херсонській області.

## Пам'ятки
У селі є пам'ятка археології місцевого значення — група із 14 курганів III тис. до н. е. — ІІ тис. н. е. Охоронний номер 1379.